# Capstone Publishers
Capstone est un éditeur de littérature d'enfance et de jeunesse et des produits numériques. Capstone se concentre sur le marché de l'éducation. Ils vendent aussi pour le grand public, et à l'étranger. Capstone publie de la fiction, des essais, des livres d'images, livres interactifs, des livres audio, des programmes d'alphabétisation et des médias numériques. Les divisions comprennent Capstone Press, Compass Point Books, Picture Window Books, Stone Arch Books, Red Brick Learning, Capstone Digital, Heinemann-Raintree and Switch Press. Capstone a acquis les actifs de Heinemann-Raintree en 2008. Heinemann-Raintree a des bureaux à Chicago et à Oxford, en Angleterre. Capstone est basé à Mankato, Minnesota, avec des bureaux supplémentaires à Minneapolis, Chicago, et d'Oxford. Capstone fait une partie de Coughlan Companies, Inc. Coughlan inclut également Jordan Sands, une carrière de calcaire, et des installations de fabrication

## Histoir
Capstone Press a été acquise en 1990, et en 1991, elle a publié ses premiers titres. En 1998, la marque Pebble a été créée, suivie en 1999 par la création de leur première maison d'édition, Compass Point Books. En 2001, Capstone a lancé sa seconde maison d'édition, Picture Window Books, et en 2002, Red Brick Learning a vu le jour. L'année suivante, en 2003, FactHound.com a été lancé, et en 2004, la collection Pebble Plus a été introduite. En 2005, Capstone a créé sa troisième maison d'édition, Stone Arch Books. Deux ans plus tard, en 2007, la Capstone Interactive Library a été mise en place. En 2009, PebbleGo a été lancé, suivi en 2010 par PebbleGo Earth and Science.

## Impressions
Capstone édite de la fiction et d'autres titres. Capstone a aussi des produits numériques (myON, Capstone Interactive Library, CapstoneKids FactHound et PebbleGo) et des services (CollectionWiz et Library Processing).
- Capstone Press publie des ouvrages documentaires pour les classes de preK-8.
- Compass Point Books  – publie de la fiction, avec un accent sur des sujets tels que l'histoire, la science, la biographie et la carrière, pour des élèves de 5 à 12 ans.
- Picture Window Books – publie de la fiction et des livres éducatifs faciles à lire, des livres d'images et de chapitres de livres, de notes de preK-4.
- Stone Arch Books  – publie de la fiction pour les grades K–9[8].
- Switch Press publie des ouvrages documentaires, des livres de cuisine, de l'artisanat et des titres, et des récits de fiction. Fiction historique, fantasy, romans graphiques, et de la poésie pour les jeunes adultes[9]